# Berndt Henric Fredenheim
Berndt Henric Fredenheim, född 9 december 1782 i Stockholm, död 4 maj 1839 på Dyvik i Österåkers socken, var en svensk museiman och målare. Han var son till Carl Fredrik Fredenheim och Christina Hebbe. 

## Biografi
Fredenheim blev anställd som konduktör vid Konglig Museum 1802. Vid sidan av sitt arbete var han verksam som konstnär och medverkade i Konstakademiens utställningar ett flertal gånger.